# جامع الغازي حيدر قاضي
مسجد الغازي حيدر قاضي (بالمقدونية: Ајдар Кади Џамија)‏؛ (بالألبانية: Xhamia e Gazi Hajdar Kadiut)‏؛ (بالتركية: Gazi Haydar Kadi Cami)‏ هو مسجد يقع في بيتولا في مقدونيا الشمالية. في الماضي، تم تحويل المبنى الديني إلى مستودع من قبل السلطات المقدونية المحلية. كانت عملية إعادة الإعمار الشاملة جارية لعدة سنوات، وأخيراً تم تشغيله بالكامل وفتحها للجمهور في نوفمبر 2016.

## التاريخ
تم إنشاء المسجد من قبل حيدر باي، ثم بكلربك من إيالة الروملي، أكبر منطقة إدارية عثمانية، مع بيتولا كمركز إقليمي. وبحسب النقش المكتوب بالعربية على اللوحة الحجرية فوق الباب، فقد بني المسجد عام 969هـ (1561/62م). المسجد عبارة عن مبنى مقبب يبلغ سمكه حوالي 1.4 متر. جاء البناؤون من قرية صغيرة في منطقة بيتولا ولكن المشروع على الأرجح تم إعداده من قبل مهندس إسلامي غير معروف، متأثرًا بأعمال المعماريين المشهورين في ذلك الوقت، مثل معمار سنان. في وصف رحلات إوليا جلبي عبر البلقان في القرن السابع عشر، كان هذا المسجد يعتبر من أجمل المساجد المزخرفة. تظهر دراسة البقايا أن مسجد حيدر قاضي كان المسجد الوحيد في بيتولا الذي يضم مئذنتين. تزين الزخارف الرخامية المحراب والطرقات المثلثة. يمكن رؤية نقش بارز من الحجر على البوابة والعواصم وعلى المنبر. يمكن العثور على تصميمات هندسية ملونة حول النوافذ والأقواس وكذلك على الترومبس. تم تنفيذ الباب المنحوت بالخشب بنقش بارز. العنصر الأكثر تميزًا هو الحرف العربي «ألف». يمكن رؤية هذا النوع من الأبواب الخشبية المنحوتة في مساجد إسطنبول. تم ترميم المسجد عام 1890. كما نعلم أنه تم ترميم جميع مساجد المدينة قبل زيارة محمد الخامس العثماني عام 1910، وهي حقيقة أكدتها بعض عناصر الزخرفة الداخلية المرسومة في ذلك الوقت.